# Галютин-Ялзак, Юрий Иванович
Юрий Иванович Галютин-Ялзак (1 мая 1940 — 6 сентября 2021) — марийский советский и российский писатель, прозаик, поэт, журналист и редактор. Член Союза писателей СССР и Союза журналистов СССР с 1990 года. Главный редактор Марийского книжного издательства. Народный писатель Марий Эл (2010).

## Биография
Родился 1 мая 1940 года в деревне Новая Моркинского района Марийской АССР.
С 1958 по 1960 год обучался в Марийском государственном педагогическом институте имени Н. К. Крупской. С 1963 года после прохождения военной службы в рядах Советской армии проходил обучение в Горьковской школе милиции МВД СССР, после окончания которого работал в должности оперативного уполномоченного Отдела уголовного розыска МВД Марийской АССР. С 1972 года после окончания заочного отделения МГПИ имени Н. К. Крупской работал в редакциях различных печатных изданий, в том числе в газете «Марий коммуна» и в литературно-художественном журнале «Пачемыш». В дальнейшем работал в должности редактора и главного редактора Марийского книжного издательства, руководителем отдела литературы газете «Марий Эл» и литературным редактором литературно-художественного журнала «Ончыко» и членом редакционной коллегии этого журнала.
Член Союза писателей СССР и Союза журналистов СССР с 1990 года. Первые поэтические произведения были написаны Галютиным ещё в школьные годы, печатавшиеся в районной и республиканской прессе. В 1969 году из под пера Галютина вышел первый поэтический сборник «Не упрекай». В 1976 году вышел сборник прозы «Почтальон из Олмасолы». В дальнейшем вышел сборник поэм «Алый платок» (1979), роман в двух книгах «Земля-кормилица» (1981—1983), повесть «Берёзы» (1986), романы «Георгий Пушкин» (2008), «Мариэст» (2010) и «Вальс Кокшаги» (2015). Произведения Галютина печатались на страницах литературно-художественных журналов «Пачемыш» и «Ончыко» и в газете «Марий Эл», все основные произведения издавались в Марийском книжном издательстве.
В 2010 году Ю. И. Галютину было присвоено почётное звание Народный писатель Республики Марий Эл.
Скончался 6 сентября 2021 года в Йошкар-Оле.

## Награды
- Народный писатель Республики Марий Эл (2010)[3]
- Лауреат Литературной премии имени М. А. Кастрена (2005)[1]
- Почётная грамота Республики Марий Эл (1998)[7]